# Roy Edwards
Pour les articles homonymes, voir Edwards.
Allan Roy Edwards (né le 12 mars 1937 à Seneca Township, dans la province de l'Ontario au Canada - mort le 16 août 1999) est un joueur professionnel canadien de hockey sur glace qui évoluait en position de gardien de but.
En 1958, il remporte le championnat du monde avec le Canada. Il joue ensuite pendant près de dix ans dans les ligues mineures avant de faire ses débuts en Ligue nationale de hockey à l'âge de 30 ans, jouant pour les Red Wings de Détroit puis pour les Penguins de Pittsburgh.
Il est l'oncle de Don Edwards, également gardien de but.

## Carrière en club
Roy Edwards débute au hockey junior en 1955 avec les Teepees de Saint Catharines. Il y côtoie notamment Bobby Hull et Stan Mikita, futures membres du Temple de la renommée du hockey. Au début de la saison 1957-1958, il rejoint les Dunlops de Whitby, une équipe amateur tenante de la coupe Allan. En qualité de meilleure équipe amateur du Canada, les Dunlops représentent leur pays au championnat du monde 1958. Avec une équipe qui compte entre autres Harry Sinden comme capitaine et Sid Smith comme entraîneur-joueur, ils remportent la médaille d'or. Edwards y réalise une excellente prestation avec une fiche de 7-0-0, trois blanchissages et une moyenne de 0,86 but encaissé de par match. Durant cette même saison, il fait ses débuts professionnels avec les Komets de Fort Wayne de la Ligue internationale de hockey.
Par la suite, il signe pour les Black Hawks de Chicago mais passe les neuf années suivantes au sein des ligues mineures. Lors de la saison 1958-1959, il joue pour les Stampeders de Calgary de la Western Hockey League. À l'issue de la saison, il reçoit le  trophée du débutant et est nommé dans la première équipe d'étoiles de la division Prairie. Il joue ensuite pour six autres franchises dans quatre ligues différentes. En 1961, les Black Hawks remportent la coupe Stanley et, bien qu'Edwards n'ait joué aucune partie en LNH cette saison-là, son nom est gravé sur la coupe.
Lors du repêchage d'expansion 1967, il est choisi par l'une des nouvelle équipes de la Ligue nationale de hockey, les Penguins de Pittsburgh. Cependant il est échangé aux Red Wings de Détroit avant le début de la saison, en retour de Hank Bassen. Il est alors assigné aux Wings de Fort Worth de la Ligue centrale professionnelle de hockey. Mais, après avoir enregistré huit victoires et un nul et quatre blanchissages en neuf parties jouées, il est promu au sein de l'effectif des Red Wings en tant que doublure de Roger Crozier. Ce dernier étant régulièrement malade ou blessé, Edwards devient le gardien numéro un, statut qu'il conserve pendant trois saisons au cours desquelles il réalise des fiches positives. Le 6 décembre 1970, lors d'une défaite face aux Blues de Saint-Louis, il est bousculé par Craig Cameron et cogne sa tête contre l'un des poteaux de la cage de but, résultant en une fracture de fatigue du crâne. En raison de maux de tête et d'étourdissements, il décide de se retirer à l'issue de la saison. Ses droits en LNH sont cependant réclamé au ballotage par les Penguins et Edwards prend part au camp d'entraînement. Bien qu'il en soit le meilleur gardien, il confirme qu'il se retire. Cependant il rejoint les Penguins en cours de saison et joue quinze rencontres. De retour avec les Red Wings juste avant le début de la saison 1972-1973, il réalise sa meilleure saison en LNH avec 27 victoires et 6 blanchissages. Après trois défaites en début de saison suivante, il se retire définitivement.

## Statistiques

### En club
| Saison     | Équipe                          | Ligue      |     | Saison régulière | Saison régulière | Saison régulière | Saison régulière | Saison régulière | Saison régulière | Saison régulière | Saison régulière | Saison régulière | Saison régulière |   | Séries éliminatoires | Séries éliminatoires | Séries éliminatoires | Séries éliminatoires | Séries éliminatoires | Séries éliminatoires | Séries éliminatoires | Séries éliminatoires | Séries éliminatoires |
| Saison     | Équipe                          | Ligue      | PJ  | V                | D                | Pr/N             | Min              | BC               | Moy              | % Arr            | Bl               | Pun              | PJ               | V | D                    | Min                  | BC                   | Moy                  | % Arr                | Bl                   | Pun                  |                      |                      |
| 1955-1956  | Teepees de Saint Catharines     | AHO        | 41  | 26               | 12               | 3                | 2 460            | 160              | 3,9              |                  | 1                |                  | 6                |   |                      | 360                  | 26                   | 4,33                 |                      | 0                    |                      |                      |                      |
| 1956-1957  | Teepees de Saint Catharines     | AHO        | 49  | 24               | 23               | 2                | 2 940            | 179              | 3,65             |                  | 3                |                  | 14               |   |                      | 840                  | 55                   | 3,93                 |                      | 1                    |                      |                      |                      |
| 1957-1958  | Dunlops de Whitby               | EOHL       | 7   |                  |                  |                  | 420              | 20               | 3                |                  | 0                |                  | -                | - | -                    | -                    | -                    | -                    | -                    | -                    | -                    |                      |                      |
| 1957-1958  | Komets de Fort Wayne            | LIH        | 25  |                  |                  |                  | 1 500            | 84               | 3,36             |                  | 0                |                  | -                | - | -                    | -                    | -                    | -                    | -                    | -                    | -                    |                      |                      |
| 1958-1959  | Stampeders de Calgary           | WHL        | 63  | 42               | 20               | 1                | 3 780            | 192              | 3,05             |                  | 2                |                  | 8                | 4 | 4                    | 480                  | 27                   | 3,37                 |                      | 0                    |                      |                      |                      |
| 1959-1960  | Bisons de Buffalo               | LAH        | 72  | 33               | 35               | 4                | 4 360            | 267              | 3,67             |                  | 4                |                  | -                | - | -                    | -                    | -                    | -                    | -                    | -                    | -                    |                      |                      |
| 1960-1961  | Bisons de Buffalo               | LAH        | 30  | 12               | 16               | 1                | 1 800            | 128              | 4,27             |                  | 1                |                  | -                | - | -                    | -                    | -                    | -                    | -                    | -                    | -                    |                      |                      |
| 1960-1961  | Thunderbirds de Sault-Ste-Marie | EPHL       | 37  | 16               | 15               | 6                | 2 220            | 119              | 3,22             |                  | 3                |                  | 12               | 7 | 5                    | 739                  | 34                   | 2,76                 |                      | 0                    |                      |                      |                      |
| 1961-1962  | Thunderbirds de Sault-Ste-Marie | EPHL       | 36  | 4                | 26               | 6                | 2 160            | 157              | 4,36             |                  | 1                |                  | -                | - | -                    | -                    | -                    | -                    | -                    | -                    | -                    |                      |                      |
| 1961-1962  | Hornets de Pittsburgh           | LAH        | 10  | 1                | 8                | 1                | 600              | 52               | 5,2              |                  | 0                |                  | -                | - | -                    | -                    | -                    | -                    | -                    | -                    | -                    |                      |                      |
| 1961-1962  | Buckaroos de Portland           | WHL        | 8   | 3                | 5                | 0                | 480              | 32               | 4                |                  | 0                |                  | -                | - | -                    | -                    | -                    | -                    | -                    | -                    | -                    |                      |                      |
| 1962-1963  | Stampeders de Calgary           | WHL        | 70  | 23               | 44               | 2                | 4 140            | 274              | 3,97             |                  | 0                |                  | -                | - | -                    | -                    | -                    | -                    | -                    | -                    | -                    |                      |                      |
| 1962-1963  | Comets de Spokane               | WHL        | 1   | 0                | 1                | 0                | 60               | 3                | 3                |                  | 0                |                  | -                | - | -                    | -                    | -                    | -                    | -                    | -                    | -                    |                      |                      |
| 1963-1964  | Bisons de Buffalo               | LAH        | 47  | 14               | 27               | 6                | 2 820            | 155              | 3,3              |                  | 2                |                  | -                | - | -                    | -                    | -                    | -                    | -                    | -                    | -                    |                      |                      |
| 1963-1964  | Braves de Saint-Louis           | LCPH       | 3   | 1                | 1                | 1                | 180              | 8                | 2,66             |                  | 0                |                  | -                | - | -                    | -                    | -                    | -                    | -                    | -                    | -                    |                      |                      |
| 1964-1965  | Braves de Saint-Louis           | LCPH       | 65  | 12               | 47               | 6                | 3 900            | 302              | 4,65             |                  | 1                |                  | -                | - | -                    | -                    | -                    | -                    | -                    | -                    | -                    |                      |                      |
| 1965-1966  | Bisons de Buffalo               | LAH        | 40  | 15               | 22               | 2                | 2 389            | 140              | 3,52             |                  | 3                |                  | -                | - | -                    | -                    | -                    | -                    | -                    | -                    | -                    |                      |                      |
| 1966-1967  | Bisons de Buffalo               | LAH        | 39  | 9                | 24               | 5                | 2 235            | 189              | 5,07             |                  | 0                |                  | -                | - | -                    | -                    | -                    | -                    | -                    | -                    | -                    |                      |                      |
| 1967-1968  | Red Wings de Détroit            | LNH        | 41  | 15               | 15               | 8                | 2 177            | 127              | 3,5              |                  | 0                |                  | -                | - | -                    | -                    | -                    | -                    | -                    | -                    | -                    |                      |                      |
| 1967-1968  | Wings de Fort Worth             | LCPH       | 9   | 8                | 0                | 1                | 540              | 12               | 1,33             |                  | 4                |                  | -                | - | -                    | -                    | -                    | -                    | -                    | -                    | -                    |                      |                      |
| 1968-1969  | Red Wings de Détroit            | LNH        | 40  | 18               | 11               | 6                | 2 099            | 89               | 2,54             |                  | 4                |                  | -                | - | -                    | -                    | -                    | -                    | -                    | -                    | -                    |                      |                      |
| 1968-1969  | Wings de Fort Worth             | LCH        | 10  | 4                | 2                | 3                | 560              | 28               | 3                |                  | 0                |                  | -                | - | -                    | -                    | -                    | -                    | -                    | -                    | -                    |                      |                      |
| 1969-1970  | Red Wings de Détroit            | LNH        | 47  | 24               | 15               | 6                | 2 683            | 116              | 2,59             |                  | 2                |                  | 4                | 0 | 3                    | 206                  | 11                   | 3,2                  |                      | 0                    |                      |                      |                      |
| 1970-1971  | Red Wings de Détroit            | LNH        | 37  | 11               | 19               | 7                | 2 104            | 119              | 3,39             |                  | 0                |                  | -                | - | -                    | -                    | -                    | -                    | -                    | -                    | -                    |                      |                      |
| 1971-1972  | Penguins de Pittsburgh          | LNH        | 15  | 2                | 8                | 4                | 847              | 36               | 2,55             |                  | 0                |                  | -                | - | -                    | -                    | -                    | -                    | -                    | -                    | -                    |                      |                      |
| 1972-1973  | Red Wings de Détroit            | LNH        | 52  | 27               | 17               | 7                | 3 012            | 132              | 2,63             |                  | 6                |                  | -                | - | -                    | -                    | -                    | -                    | -                    | -                    | -                    |                      |                      |
| 1973-1974  | Red Wings de Détroit            | LNH        | 4   | 0                | 3                | 0                | 187              | 18               | 5,78             |                  | 0                |                  | -                | - | -                    | -                    | -                    | -                    | -                    | -                    | -                    |                      |                      |
| Totaux LNH | Totaux LNH                      | Totaux LNH | 236 | 97               | 88               | 38               | 13 109           | 637              | 2,92             |                  | 12               |                  | 4                | 0 | 3                    | 206                  | 11                   | 3,2                  |                      | 0                    |                      |                      |                      |

### En équipe nationale
| Année | compétition          |   | PJ | V | D | Pr/N | Min | BC   | Moy | % Arr | Bl | Pun               |  | Résultat |
| 1958  | Championnat du monde | 7 | 7  | 0 | 0 | 420  | 6   | 0,86 |     | 3     |    | Champion du monde |  |          |

## Transactions en carrière
- 6 juin 1967 : réclamé par les Penguins de Pittsburgh depuis les Black Hawks de Chicago lors du repêchage d'expansion 1967.
- 7 septembre 1967 : échangé aux Red Wings de Détroit par les Penguins en retour de Hank Bassen.
- 7 juin 1971 : réclamé au ballotage par les Penguins depuis les Red Wings.
- 6 octobre 1972 : échangé aux Red Wings par les Penguins en retour d'argent.
- 20 mai 1974 : réclamé au ballotage par les Sabres de Buffalo depuis les Red Wings.

## Titres et honneurs personnels
- Championnat du monde de hockey sur glace
  - Champion du monde 1958 avec l'équipe du Canada.
- Western Hockey League
  - Récipiendaire du trophée du débutant 1959
  - Nommé dans la première équipe d'étoiles de la division Prairie 1959